# Hippolyte Van Den Bosch
Hippolyte Geraard van den Bosch (Bruselas, Bélgica, 30 de abril de 1926 - ibíd., 1 de diciembre de 2011). también conocido como Poly, fue un ex-futbolista belga que finalizó como líder goleador de la Primera División de Bélgica en la temporada 1953/54 jugando para el RSC Anderlecht. Disputó 8 partidos internacionales con Bélgica entre 1953 y 1956. Poly debutó con la selección nacional el 22 de noviembre de 1953 en un partido amistoso contra Suiza que finalizó 2-2. También formó parte del equipo belga en la Copa Mundial de Fútbol de 1954 junto a su hermano Pieter.
Jugó 15 temporadas con el RSC Anderlecht y una con el KFC Izegem, club belga con el que se retiró. Nueve años después asumiría el mando del RSC Anderlecht por una temporada como director técnico. Falleció el 1 de diciembre de 2011 a los 85 años de edad.

## Participaciones en Copas del Mundo
| Mundial                        | Sede  | Resultado      | Partidos | Goles |
| ------------------------------ | ----- | -------------- | -------- | ----- |
| Copa Mundial de Fútbol de 1954 | Suiza | Fase de grupos | 1        | 0     |

## Clubes

### Como jugador
| Club                           | País    | Año       |
| ------------------------------ | ------- | --------- |
| Royal Sporting Club Anderlecht | Bélgica | 1943-1948 |
| Racing White Daring Molenbeek  | Bélgica | 1948-1953 |
| Royal Sporting Club Anderlecht | Bélgica | 1953-1958 |
| Eendracht Alost                | Bélgica | 1958-1961 |
| KFC Izegem                     | Bélgica | 1962-1963 |

### Como entrenador
| Club              | País    | Año       |
| ----------------- | ------- | --------- |
| RSC Anderlecht    | Bélgica | 1971-1973 |
| Olympic Charleroi | Bélgica |           |
| Eendracht Aalst   | Bélgica |           |